# Ескадра
Ескадрата е подразделение във ВМС или във ВВС в някои страни.

## Ескадрата въвВМС
Оперативно тактическо съединение, в което влизат надводни кораби на Военноморските сили

## Ескадрата въвВВС
Организационна единица, която обикновено се състои от няколко ескадрили.
Ескадрилата (от френски: escadrille) е основно тактическо подразделение (9 – 30 самолета) и се състои от няколко звена.
Звеното от своя страна е най-малката организационно-тактическа единица в авиацията (3 – 5 самолета). Изпълнява стратегически или бойни задачи като част от ескадрила или самостоятелно.